# Borch te Bretten
De Borch te Bretten is een voormalige burcht in de buurt van Katwijk, in de Nederlandse provincie Zuid-Holland. 
De burcht is bekend uit het gedicht Opden sloetel van sprookspreker aan het Hof van de graven van Holland, Willem van Hildegaersberch, uit 1401. Van Hildegaersberch herinnert in dit gedicht aan de situatie dat de Borch te Bretten nog in het bezit van de Graven van Holland was en diende als grensbewaking en dat daar tol geheven werd op schepen die de (Oude) Rijn op en af voeren. De (Oude) Rijn was toen nog niet afgedamd. Verondersteld wordt, dat de Borch te Bretten ca. 900–950 is gebouwd.

## Gedichtfragment
". ... By wat saken, by wat reden Mach dat sijn, staet wel te vraghen: Tis gheschiet by ouden daghen, Dat hoer voerders waren coen, Ende alsoe pijnden wel te doen, Dat hem die heren gaven lof Enten sloetel oec daer of, Dat si bewaerden sheren palen, Ende hoer gheleide mosten halen Menich mensch op ende neder, Den enen voert, den anderen weder. Wairwaert dat si wilden sijn, Optie zee of inden Rijn, Mosten si hoer gheleide setten, Want daer stont een borch te Bretten, Daer op woonden die onbedwonghen. Ende vanden ouden totten jonghen Ist so comen vaste voort, Dat hem die sloetel toebehoert, Want si en eerst in eren creghen. Daer en mach nyemant segghen tieghen Inder waerheit openbaer, Hi en wil den rechte gaen te naer Ende daer toe die waerheit sparen; Want si bleven veel der jaren Deerste palen vanden lande, Ende ooc bewaerden sijt sonder schande..."

## Britten of Bretten?
De naam Bretten is vermoedelijk de middeleeuwse naam van dit deel van Rijnland, waar destijds het Waterschap Borch te Bretten actief was, dat al in de vroege middeleeuwen in het Waterschap Rijnland is opgegaan. Vergelijk de naam met die van De Lange Bretten, de stadswildernis van Amsterdam, de omgeving van het tegenwoordige Ruigoord.
In tegenstelling tot zijn tijdgenoten, die over het Huis te Britten spraken, gebruikte de Vlaamse wiskundige Simon Stevin, adviseur van prins Maurits met betrekking tot de bouw van fortificaties en waterstaatkundige zaken, de naam Huis te Bretten.
Diverse personen onder andere uit het geslacht Matenesse ontleenden hun naam aan dit gebied. Dijkstra en Ketelaar (1965) noemen in dit verband Joncf. Maria van Matenesse, genaamd van Bretten en Johan van Matenesse, die van mening was dat het geslacht Matenesse van 'de Huyse van Bretten' zou afstammen. Ook vermelden zij Symon Willemsz van Bretten uit Reynsterwou in 1469.
Mogelijk verwijst ook de naam Brederode naar Bretten (het eerste deel van namen op -rode geeft 'hout' aan, het tweede deel de concessie om bos te kappen of bomen te rooien), hoewel de Brederodes zich er zelf op lieten voorstaan, dat de naam 'brede roede', dat wil zeggen een breed of groot landgoed zou betekenen.
Etymologisch kunnen namen als Bretten, Britten, Bretagne, Bretons, Bertoenen of Bretoenen, Britannia, Great-Britain, maar ook de namen als Vredenburg, Fridtenburg (= Brittenburg), enz. herleid worden tot IE *brt = hout, dikke plank, vergelijk met het Nederlandse woord 'brits' (houten veldbed).

## Onterechte identificatie met de Brittenburg
Toen men in 1520 fundamenten van een gebouw vond op het strand bij Katwijk, meende men van doen te hebben met de restanten van de Borch te Bretten, en noemde men deze fundamenten Brittenburg. Waarschijnlijk is de vernoeming ten onrechte, omdat de fundamenten op het strand vermoedelijk de restanten waren van een Romeinse/Karolingische vuurtoren. De Borch te Bretten zelf wordt tussen Katwijk aan de Rijn en Rijnsburg (op 't Sand) gedacht en wordt ook 'het oude slot Rynsburg' genoemd, in de omgeving waarvan het dorp Rijnsburg is ontstaan. In de Kattendijke-kroniek (1491) wordt de burcht aangeduid als de Valkenburg, gesticht door Valck, zoon van koning Ezeloor, met de mededeling, dat 'daer noch van den fondament in den kant van der zee leyt, waarmee de ruïnes op het strand worden bedoeld, die later als de Brittenburg werden geïdentificeerd. De plaats Valkenburg ligt echter op geruime afstand van zee. Overigens is in de Kattendijke-kroniek ook sprake van het kasteel van koning Arindolus bij het naburige Noordwijk, waarmee misschien eveneens geduid wordt op de Borch te Bretten. Van een kasteel bij Noordwijk is later niets meer vernomen. In de Divisie-chronycke van 1517 wordt de naam Brittenburg al gekoppeld aan de ruïnes op het strand.

## Ontmanteling
Verondersteld wordt in verschillende bronnen dat Borch te Bretten is gebruikt voor het klooster van Rijnsburg. Zo schrijft Goudhoeven, dat men voor de Beroerten de overblijfselen van dese Burg placht te sien in den Hof van ‘t Klooster van Rijnsburg, dat op grondgebied van de Graaf van Holland was gebouwd. S. Van Leeuwen wijst er op, dat voor de ommering (ommuring) van het
klooster van Rijnsburg trasstenen zijn gebruikt, dat men soude geloven, dat de selve gemaakt sijn geweest van de afgebroken stenen van den Roomsen Burg, het welke de oorsaak is, dat van den Ouden Burg niet meer overblijvsel te sien is. P. Van der Schelling vult daarbij aan, dat van dezen ouden Burg, of ‘t oude slot Rynsburg genaamd, sommigen het voor waarschynelyk houden, dat (Rooms) Keizer Hendrik III (1017–1056) in ‘t Jaar 1047, eer hy het verliet, hetzelfde verwoest hebbe. De Borch te Bretten is dan ca. 1050 afgebroken.